# Halfmoon Bay
Pour les articles homonymes, voir Half Moon Bay.
Halfmoon Bay (xwilkway en she shashishalhem, la langue Sechelt). est une petite communauté d'environ 2 800 habitants, dont seulement 450 sont des résidents permanents, donnant sur le détroit de Georgia. La grande baie festonnée du même nom, protégée du large par l'île South Thormanby et l'île de Vancouver, englobe le petit village de résidences permanentes, des chalets d'été et cinq parcs régionaux sur la Sunshine Coast de la Colombie-Britannique au Canada.
La région à l'intérieur et autour de Halfmoon Bay était à l'origine habitée uniquement par le peuple Sechelt des Premières Nations Coast Salish. Les colons de Halfmoon Bay ont choisi la région pour son climat doux, l'abondance d'eau douce et de nourriture (poissons, crustacés, baies et racines). Initialement nommé Priestland Bay d'après la famille Priestland qui s'est installée dans la région en 1899, son nom actuel vient du croissant que forme de la baie.
Le Service météorologique du Canada construira en 2023 un radar météorologique sur le Halfmoon Peak à l'est du village,.

## Référence
1. ↑  (en) BC Geographical Names, « Halfmoon Bay », sur apps.gov.bc.ca (consulté le 14 juillet 2023)
2. ↑  Service météorologique du Canada, « Modernisation du réseau canadien de radars météorologiques », Gouvernement du Canada, 2018 (consulté le 29 octobre 2018).
3. ↑  Laramée et al. 2019.